# Voliminal: Inside The Nine
A Voliminal: Inside The Nine a Slipknot harmadik DVD-je.

## Tartalom
A speciális dupla lemezes csomag, a Slipknot harmadik DVD-je, a Voliminal: Inside the Nine több órán keresztül mutatja be a Slipknot világát, ahogy a Vol. 3 (The Subliminal Verses) turnéin körbeutazták a világot. A Voliminal: Inside the Nine több egy átlagos turnéfilmnél: a rajongók nyomon követhetik a zenekart a stúdiózástól a koncerteken át a színfalak mögötti részekig, egészen a turnébuszon láthatókig, tehát mindenhová, megismerve a zenekar valódi életét, látva a levegővételüktől a zenéjükért való küzdelmükig mindent.
Az első lemez, amely a Voliminal címet viseli, egy 90 perces filmet tartalmaz amit Shawn Crahan készített és rendezett, átadva a Slipknot rajongóinak a zenekar világát, ahogy azt az alkotó látja. A film kézi kamerával volt felvéve. A hang és a kép nagyon élénk, zavaró és fülsértő amíg a film olyan közel hozza a zenekart a nézőhöz amennyire csak lehet. Az első lemezen 9 külön rész van, amelyeket ha aktiválnak akkor mutat egy rövid részletet a kilenc tagról külön-külön. A DVD-n egyébként rengeteg meglepő és leleplező rész látható.
A második lemez három fő részből áll: koncertrészletek, klipek, és interjúk minden egyes taggal. A koncertrészletek a világ különböző helyeiről lettek összeválogatva, ezekben többször is feltűnik egy-egy szokatlan, egyedi motívum a zenekar koncertjeiről. A második lemez tartalmazza még a Duality, a Vermilion, a Before I Forget és a The Nameless klipjeit, valamint a hivatalosan kiadatlan Vermilion Pt. 2 videóját is. Ezenfelül a rajongók most először betekintést nyerhetnek a zenekar turnéin használt Death Mask-jaiba is.
A DVD-n található interjúkban szó esik arról hogy a zenekar mit ért el, mi változott tizenkét év alatt. Rengeteg mindent fejtegetnek, és semmit sem titkolnak el.

## Külső hivatkozások
- A Legnagyobb Magyar Slipknot Fan Lap[halott link]
- Official Slipknot website Archiválva 2008. június 30-i dátummal a Wayback Machine-ben
- Roadrunner Records' Slipknot webpage
- Maggot-Land.com
- MFKR1.com Archiválva 2006. november 4-i dátummal a Wayback Machine-ben
- Slipknot Lyrics
- The Smoking Gun: Paul Gray
- Slipknot News – News and comprehensive FAQs
- Slipknot Board – The largest Slipknot message board Archiválva 2018. december 15-i dátummal a Wayback Machine-ben
- Slipknot CPD – A Fansite